# Parametri distribuiti

Fig.1 Linea di trasmissione. Il modello a elementi distribuiti applicato a una linea di trasmissione.

In elettrotecnica, il modello a parametri distribuiti o modello a elementi distribuiti o modello a linee di trasmissione dei circuiti elettrici assume che le caratteristiche del circuito, quindi i suoi parametri, (resistenza, capacità e induttanza) siano distribuite con continuità in tutto il materiale del circuito. Ciò è in contrasto con il più comune modello a parametri concentrati, il quale assume che questi valori siano concentrati in componenti elettrici che siano uniti mediante fili perfettamente conduttivi. Nel modello a elementi distribuiti, ogni tratto infinitamente piccolo è trattato come un elemento circuitale e i fili che connettono gli elementi non sono considerati conduttori perfetti, cioè sono considerati dotati di impedenza. Al contrario del modello a parametri concentrati, il modello a parametri distribuiti assume che lungo ciascun ramo la corrente non sia uniforme e che lungo ciascun filo la tensione (tra i due conduttori da cui è costituito) non sia uniforme. Il modello a parametri distribuiti viene utilizzato quando la lunghezza d'onda diviene confrontabile con le dimensioni fisiche del circuito, rendendo inaccurato il modello a parametri concentrati. Questo si verifica a frequenze elevate, nel qual caso la lunghezza d'onda diviene molto piccola, o o sulle linee di trasmissione a bassa frequenza, ma molto lunghe, come gli elettrodotti.

## Applicazioni
Il modello a parametri distribuiti è più accurato ma più complesso rispetto al modello a parametri concentrati. L'uso di infinitesimi richiederà spesso l'applicazione del calcolo infinitesimale mentre i circuiti analizzati con il modello a parametri concentrati possono essere risolti con l'algebra lineare. Di conseguenza, solitamente, il modello distribuito viene applicato solo quando l'accuratezza ne richiede l'uso. L'adozione o meno del modello dipende dall'accuratezza richiesta in un'applicazione specifica, ma essenzialmente occorre usarlo nei circuiti per i quali le lunghezze d'onda dei segnali divengono confrontabili con le dimensioni fisiche dei componenti. Una regola empirica ingegneristica spesso citata (da non prendere troppo alla lettera perché ci sono molte eccezioni) è che le parti più grandi di un decimo di lunghezza d'onda di solito devono essere analizzate come elementi distribuiti.

### Linee di trasmissione
Le linee di trasmissione sono un esempio comune di utilizzo del modello distribuito. Il suo utilizzo è dettato dal fatto che la lunghezza della linea solitamente sarà pari a molte lunghezze d'onda rispetto a quella corrispondente alla frequenza operativa del circuito. Anche per le basse frequenze utilizzate sulle linee per la trasmissione dell'energia elettrica, un decimo della lunghezza d'onda corrisponde ancora a soltanto circa 600 chilometri a 50 Hz.  Solitamente, le linee di trasmissione vengono rappresentate in termini di costanti primarie di linea come mostrato nella figura 1. Da questo modello il comportamento del circuito è descritto dalle costanti secondarie di linea che possono essere calcolate da quelle primarie.
Le costanti primarie di linea normalmente sono considerate costanti al variare della posizione lungo la linea, il che porta ad un'analisi e a un modello particolarmente semplici.  Tuttavia, ciò non è sempre vero e variazioni delle dimensioni fisiche lungo la linea causeranno variazioni nelle costanti primarie, cioè in tal caso esse devono essere descritte come funzioni della posizione. Molto spesso, una situazione del genere rappresenta una deviazione indesiderata dal caso ideale, come un errore di fabbricazione, tuttavia c'è un certo numero di componenti per i quali tali variazioni longitudinali vengono introdotte intenzionalmente e fanno parte della funzione del componente. Un esempio ben noto di ciò è l'antenna a tromba.
Quando sono presenti riflessioni sulla linea, tratti di linea abbastanza brevi possono manifestare effetti che non sono semplicemente previsti dal modello a parametri concentrati. Per esempio, una linea a un quarto d'onda trasformerà l'impedenza di terminazione nella sua impedenza duale. Questa può essere un'impedenza molto diversa.

### Transistor ad alta frequenza

Fig.2. La regione corrispondente alla base di un Transistor a giunzione bipolare può essere modellata come una linea di trasmissione semplificata.

Un altro esempio di utilizzo di elementi distribuiti è la modellazione della regione corrispondente alla base di un transistor a giunzione bipolare a frequenze elevate. L'analisi dei portatori di carica che attraversano la regione corrispondente alla base non è accurata quando la regione corrispondente alla base viene trattata semplicemente come un elemento concentrato. Un modello che funziona meglio è un modello di linea di trasmissione semplificato che include la resistenza distribuita del blocco di materiale corrispondente alla base e la capacità distribuita con il substrato. Questo modello è rappresentato in figura 2.

### Misure di resistività

Fig. 3. Disposizione semplificata per misurare la resistività di un blocco di materiale con sonde di superficie.

In molte situazioni si richiede di misurare la resistività di un blocco di materiale applicando una schiera di elettrodi presso la superficie. Tra i campi che utilizzano questa tecnica ci sono la geofisica (perché evita di dover scavare nel substrato) e l'industria dei semiconduttori (per la stessa ragione e cioè che non è invasiva) per testare wafer di silicio sfusi. La disposizione di base è mostrata in figura 3, sebbene normalmente verrebbero utilizzati più elettrodi. Per ottenere una relazione tra, da un lato, la tensione e la corrente misurate e, dall'altro, la resistività del materiale, è necessario applicare il modello a parametri distribuiti considerando il materiale come un insieme di elementi resistivi infinitesimi. A differenza dell'esempio delle linee di trasmissione, la necessità di applicare il modello a parametri distribuiti nasce dalla geometria del sistema e non da considerazioni sulla propagazione ondosa.
Il modello qui utilizzato deve essere veramente tridimensionale (i modelli di linea di trasmissione sono generalmente descritti da elementi di una linea unidimensionale). È anche possibile che le resistenze degli elementi siano funzioni delle coordinate, infatti, nelle applicazioni in geofisica può benissimo accadere che le regioni di resistività modificata siano proprio ciò che si desidera rilevare.

### Avvolgimenti di un induttore

Fig. 4. Un possibile modello a parametri distribuiti di un induttore. Un modello più accurato richiederà anche elementi resistivi in serie con gli elementi induttivi.

Un altro esempio in cui non è sufficiente un semplice modello unidimensionale è dato dagli avvolgimenti di un induttore. Le bobine di filo hanno capacità tra spire adiacenti (e anche tra spire più remote, ma l'effetto diminuisce progressivamente). Per un solenoide a strato singolo, la capacità distribuita si troverà principalmente tra spire adiacenti, come si vede nella figura 4 tra le spire T1 e T2, ma per avvolgimenti a più strati e modelli più accurati si devono considerare anche le capacità distribuite tra le altre spire. Questo modello è abbastanza difficile da gestire con calcoli semplici e nella maggior parte dei casi viene evitato. L'approccio più comune consiste nel considerare tutta la capacità distribuita come se fosse arrotolata in un elemento concentrato in parallelo con l'induttanza e la resistenza della bobina. Questo modello concentrato funziona correttamente a basse frequenze ma non va bene a frequenze elevate dove la pratica più comune consiste semplicemente nel misurare (o specificare) un Q complessivo per l'induttore senza associare uno specifico circuito equivalente.